# NGC 1087
NGC 1087 est une galaxie spirale intermédiaire située dans la constellation de la Baleine. NGC 1087 a été découverte par l'astronome germano-britannique William Herschel en 1785.

## Caractéristiques

### Distance
Sa vitesse par rapport au fond diffus cosmologique est de 1 305 ± 15 km/s, ce qui correspond à une distance de Hubble de 19,2 ± 1,4 Mpc (∼62,6 millions d'al).
À ce jour, 19 mesures non basées sur le décalage vers le rouge (redshift) donnent une distance de 13,989 ± 3,028 Mpc (∼45,6 millions d'al), ce qui est légèrement à l'extérieur des valeurs de la distance de Hubble. Notons cependant que c'est avec la valeur moyenne des mesures indépendantes, lorsqu'elles existent, que la base de données NASA/IPAC calcule le diamètre d'une galaxie et qu'en conséquence le diamètre de NGC 1087 pourrait être d'environ 22,4 kpc (∼73 100 al) si on utilisait la distance de Hubble pour le calculer.

### Morphologie
Comme on peut le voir sur l'image de NGC 1087 provenant du relevé SDSS, son noyau central est très petit et une barre très courte le traverse. 

### Luminosité dans l'infrarouge
La luminosité de NGC 1087 dans l'infrarouge lointain (de 40 à 400 µm) est égale à 1,38 × 1010 {\displaystyle L_{\odot }} (1010,14{\displaystyle L_{\odot }}) et sa luminosité totale dans l'infrarouge (de 8 à 1 000 µm) est de 1,82 × 1010 {\displaystyle L_{\odot }} (1010,26{\displaystyle L_{\odot }}).

### Morphologie
NGC 1087 a été utilisée par Gérard de Vaucouleurs comme une galaxie de type morphologique SAB(rs)c dans son atlas des galaxies,.
Eskridge, Frogel et Pogge ont publié un article en 2002 décrivant la morphologie de 205 galaxies spirales ou lenticulaires rapprochées. Les observations ont été réalisées dans la bande H de l'infrarouge et dans la bande B (le bleu). Selon Eskridge et ses collègues, NGC 1087 est de type  SBd dans la bande B et dans la bande H. Cette galaxie est vue de face et possède une petite barre en son centre. Il n'y a pas de véritable bulbe. La barre est
encastrée dans un disque noueux de faible brillance de surface. Le disque montre des filaments de structure en spirale. À de faible luminosité, il existe des évidences de deux structures spiralées très épaisses et ouvertes. 

## Supernova
La supernova SN 1995V a été découverte dans NGC 1087 le 1er aout 1995 par l'astronome amateur australien Robert Evans, avec les astronomes Michael Dopita du Mount Stromlo Observatory et Chon Trung HUA du Laboratoire d'Astronomie Spatiale du CNRS en utilisant le télescope de 2,3 m de Siding Spring Observatory, équipé de filtres interférentiels. Découverte confirmée comme étant  une SN de type II par S. Benetti de l'European Southern Observatory à l'aide de spectres sur CCD dans la bande 396-793nm.   Cette supernova était de type II.

## Galerie

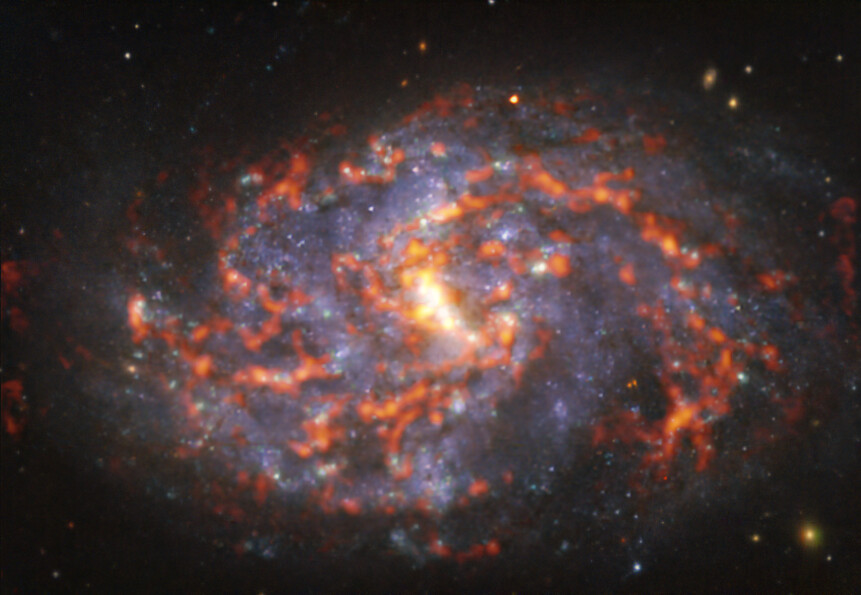
Image provenant de l'équipe PHABGS[11].
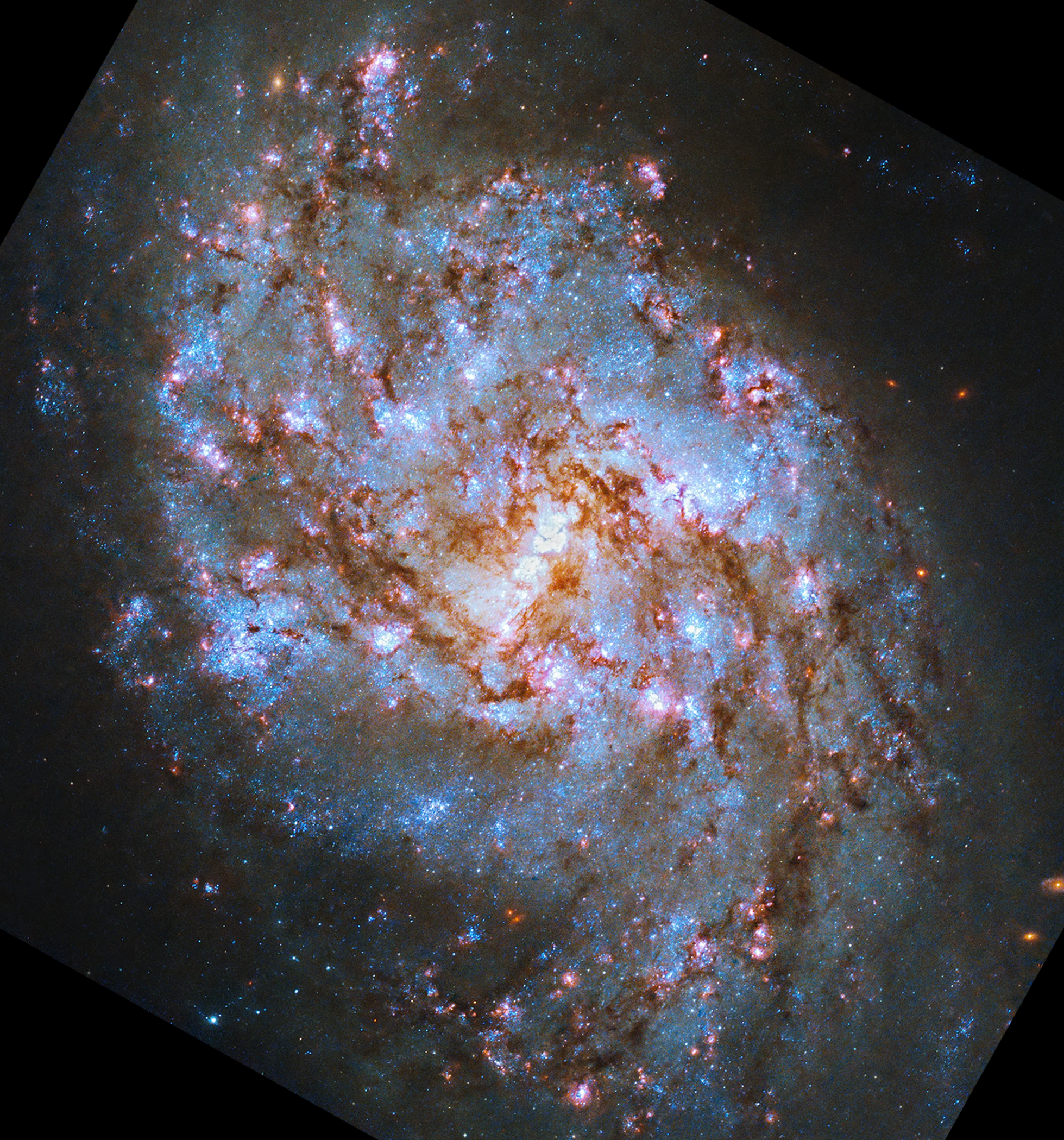
NGC 1087 par le distance de Hubble.
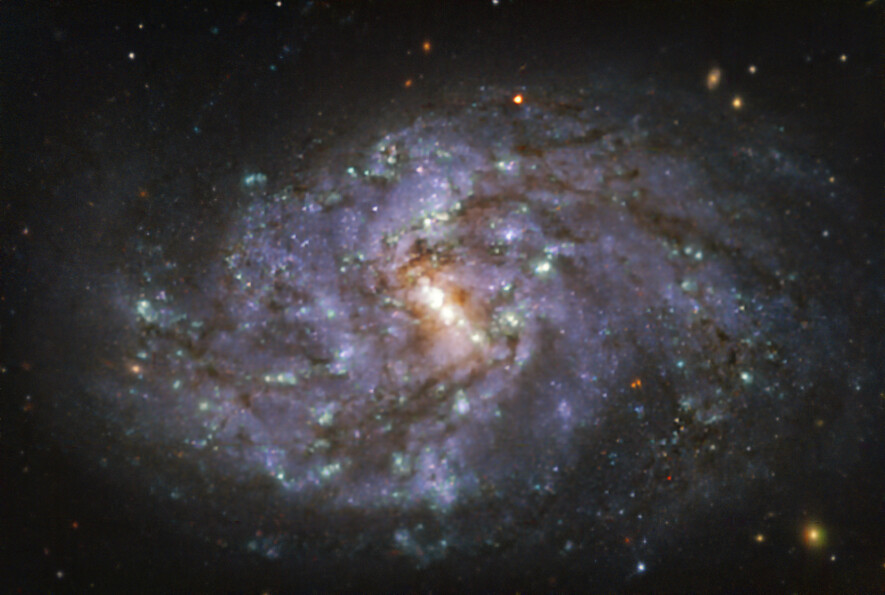
Image provenant du spectrographe 3D MUSE installé sur le Très Grand Télescope de l'Observatoire européen austral.
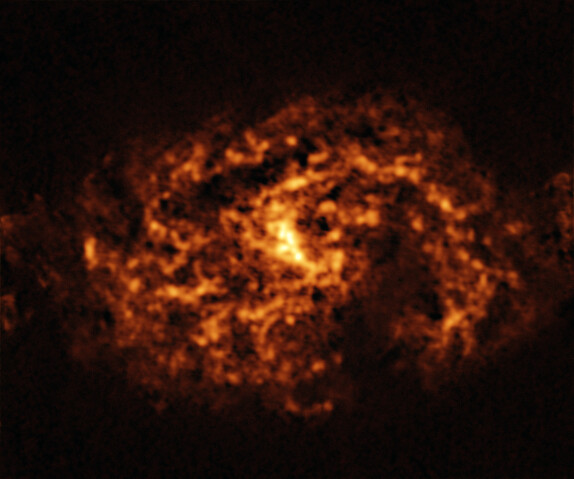
Cette image en onde radio a été réaliée grâce aux données captées par le réseau de radiotélescopes ALMA.